# Overland Automobile
La société Overland était un constructeur automobile américain dont l'activité s'est déroulée de  1903 à 1926. 

## Histoire
La société a été créée par Claude Cox, diplômé du "Rose–Hulman Institute of Technology", alors qu'il était encore salarié de la Standard Motor Company de Terre Haute en 1903. En 1905 la société Standard Motors autorisa Cox à transférer sa société Overland à Indianapolis et en devint actionnaire.
En 1908 la société Overland fut rachetée par John North Willys (en). En 1910, la société se hisse au troisième rang des meilleures ventes de voitures aux États-Unis après Ford et Buick, avec 15.598 exemplaires produits. 
En 1912, la société est renommée Willys-Overland. La fabrication des automobiles Overland se poursuivra jusqu'en 1926, quand la marque sera remplacée par "Willys Whippet".
La dernière trace de l'histoire de la marque Overland est l'inscription, constituée de briques qui sont restées au sommet de la cheminée de l'ancienne usine Willys-Overland de Toledo, dans l'État de l'Ohio. 
Le nom “Overland” sera utilisé par Daimler-Chrysler en 2003, (propriétaire du groupe Chrysler de 1998 à 2007), pour différencier l'aménagement intérieur d'une version de la Jeep Grand Cherokee.

## Les modèles automobiles Overland de 1909 à 1912
| Année | Modèle                                     |
| ----- | ------------------------------------------ |
| 1903  | Modello 13                                 |
| 1904  | Modèle 13, Modèle 15                       |
| 1905  | Modèle 15, Modèle 17, Modèle 18            |
| 1906  | Modèle 16, Modèle 18                       |
| 1907  | Modèle 22                                  |
| 1908  | Modèle 24                                  |
| 1909  | Modèle 30, Modèle 31, Modèle 32, Modèle 34 |
| 1910  | Modèle 38, Modèle 40, Modèle 41, Modèle 42 |
| 1911  | 20 HP, 25 HP, 30 HP, 40 HP                 |
| 1912  | Modèle 58, Modèle 59, Modèle 60, Modèle 61 |

## Les automobiles

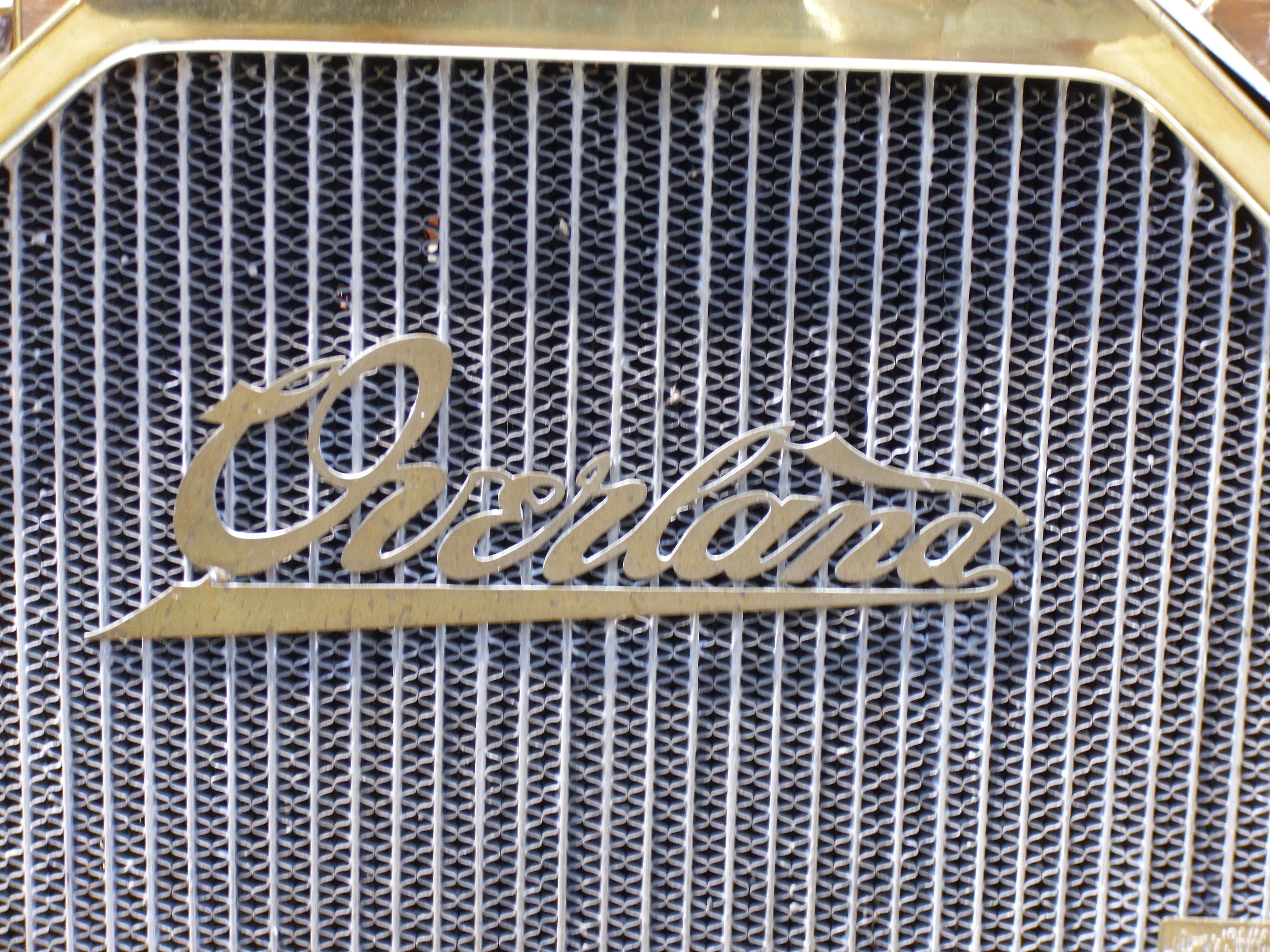
L’écusson Overland sur le radiateur
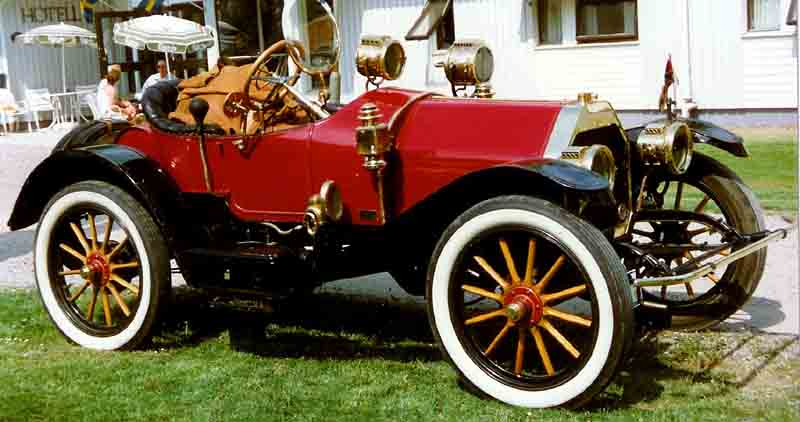
Overland Modèle 38 roadster de 1910
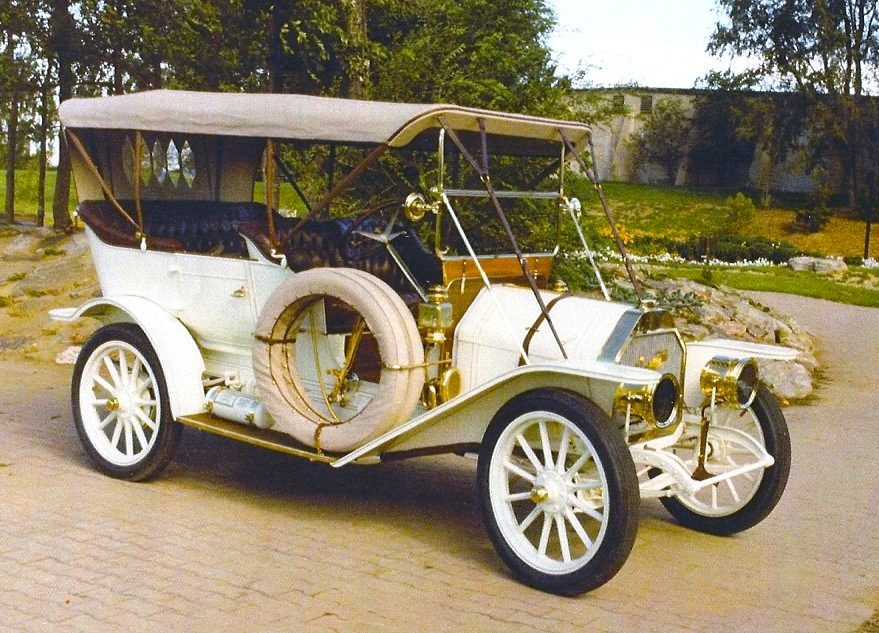
Overland Modèle 42 de 1910
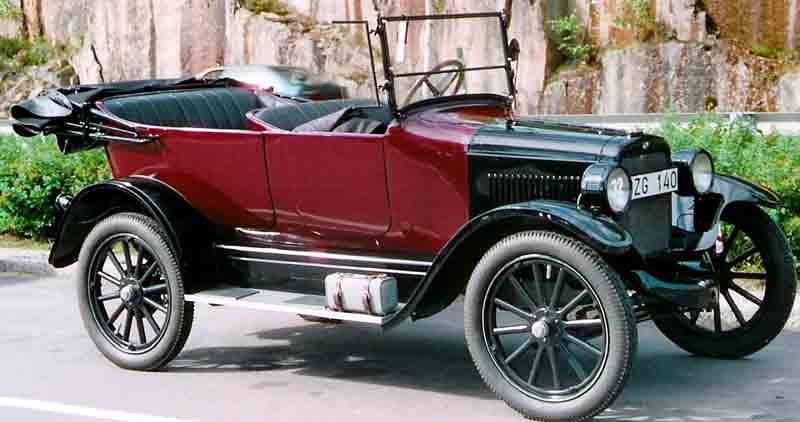
Overland Modèle 91 de 1922

## Les affiches publicitaires

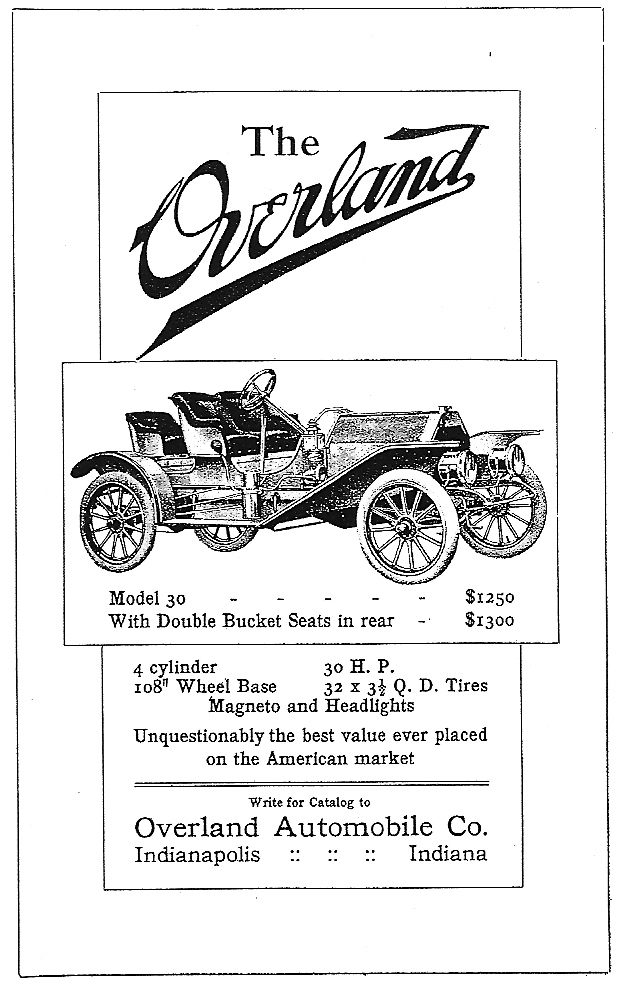
Publicité pour une Overland 30 HP de 1909
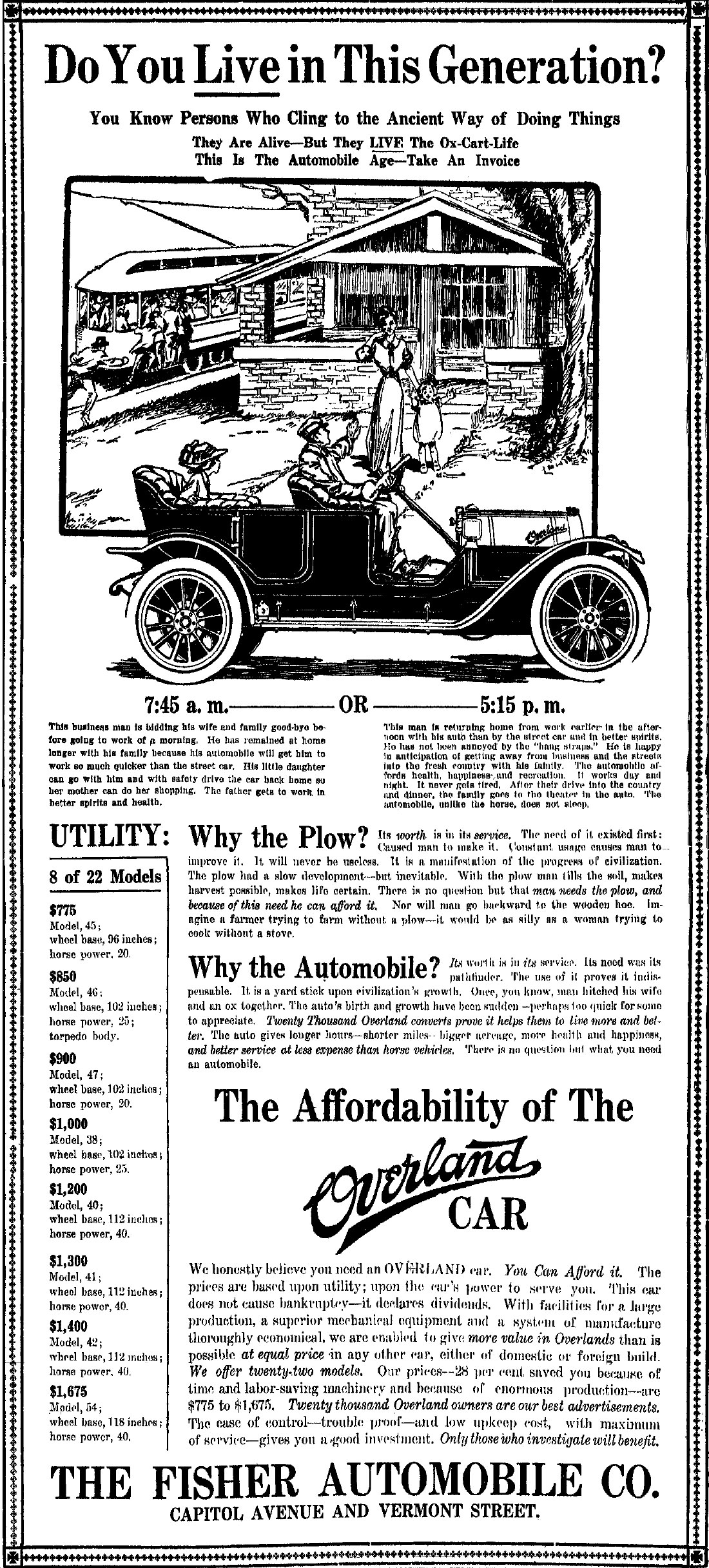
Publicité du 27 novembre 1910 sur l'The Indianapolis Star pour les voitures Overland